# Projekt 659
Projekt 659 (v kódu NATO třída Echo I) byla třída ponorek Sovětského námořnictva s jaderným pohonem. Byly to první sovětské ponorky od počátku konstruované jako nosiče letounových střel. Byly původně určeny k provádění jaderných úderů na pozemní cíle, po rozšíření ponorek nesoucích balistické rakety již spíše k napadání hladinových lodí. Všechny postavené ponorky již byly vyřazeny.

## Stavba

Ilustrace ponorky projektu 659, třídy Echo I

Ilustrace ponorky projektu 675, třídy Echo II

Celkem bylo ve dvou skupinách postaveno 34 ponorek této třídy. Ponorky první verze Projekt 659 (Echo I) byly do služby zařazeny v letech 1960–1962 v počtu pěti kusů. Během 70. let již pro jaderné útoky plně postačovaly ponorky s balistickými raketami a třída Echo I byla přestavěna na stíhací ponorky Projektu 659T, ze kterých byly letounové střely odstraněny.
 Vyřazeny byly do roku 1991.
Na první sérii navázaly ponorky Projektu 675 (Echo II) se zesílenou výzbrojí. Do služby byly zařazeny v letech 1962–1967 v počtu 29 kusů. Z toho 16 jednotek bylo postaveno v Severodvinsku a 13 jednotek v Komsomolsku. V roce 1992 bylo v aktivní službě ještě 15 ponorek Echo II. Později ale byly vyřazeny.

## Konstrukce

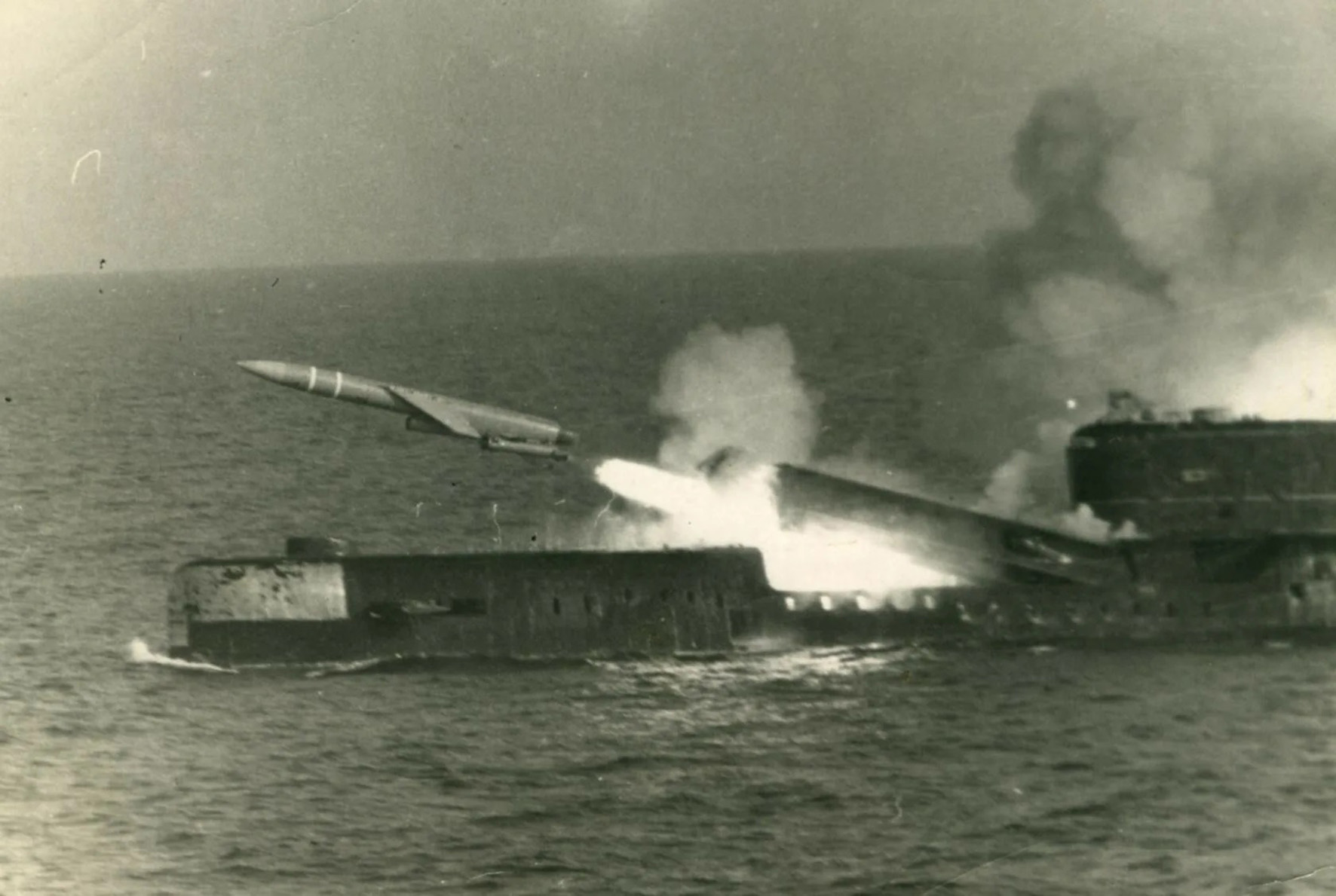
Vypuštění střely P-5

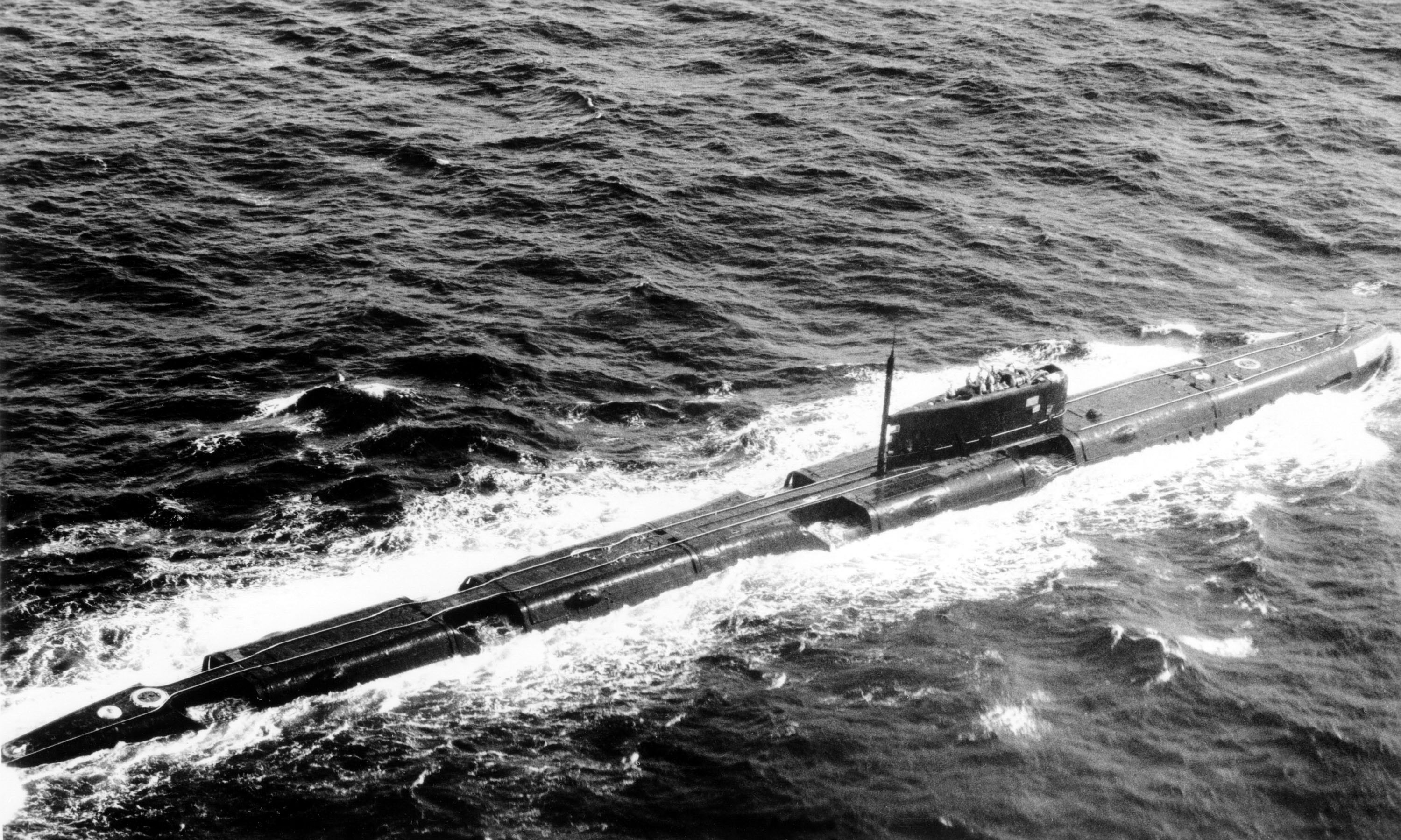
Ponorka třídy Echo II

Konstrukce ponorek vycházela z ponorek Projektu 627, ze kterých byl přejat i pohonný systém. Ponorky nesly čtyři příďové 533mm torpédomety pro klasická torpéda a čtyři záďové 406mm torpédomety pro torpéda s akustickým samonavedením. V horní palubě ponorek byly zapuštěny manévrující letounové střely, které bylo možné vypustit pouze při plavbě na hladině. Před výstřelem se odpalovací trubice vzklopily pod úhlem 15°. Ponorky verze Echo I nesly šest střel P-5D (v kódu NATO SS-N-3 Shaddock) s jadernou hlavicí, zatímco verze Echo II nesla osm střel P-6 (v kódu NATO SS-N-3A Shaddock) s dosahem 460 km a konvenční hlavicí. V 80. letech bylo deset ponorek Echo II přezbrojeno osmi protilodními střelami Bazalt (v kódu SS-N-12 Sandbox). Ponorky musely zůstat na hladině i po vypuštění svých střel, protože zajišťovaly jejich navádění.
Pohonný systém tvořily dva tlakovodní jaderné reaktory a dvě turbíny, roztáčející dva čtyřlisté lodní šrouby (verze Echo II měla šrouby pětilisté). Nejvyšší rychlost byla 15 uzlů na hladině a 23 uzlů pod hladinou.